# Кукарача (фільм, 1982)
«Кукарача» (груз. «კუკარაჩა», рос. «Кукарача») — грузинський радянський художній фільм 1982 року кінорежисерів Кеті Долідзе і Сіко Долідзе. За мотивами однойменного оповідання Нодара Думбадзе.

## Сюжет
Грузинське кіно, прониклива розповідь про благородного дільничного Георгія Тушурашвілі на прізвисько Кукарача (у той час ця пісенька була популярна), грозі й другу всіх хлопчаків Верійського кварталу Тбілісі, любителеві ґрунтовних знань, переконливих доказів і гри у відкриту, мрійнику і правдолюбові, про його любов до красивої дівчини Інге, про несподівану і, звичайно, несправедливу смерть. Це балада про весну 1941 року.

## Актори
- Леван Учанейшвілі — Кукарача
- Нінель Чанкветадзе — Інга
- Заза Колелішвілі — Муртало
- Маріне Джанашия
- Ладо Татішвілі
- Гіві Тохадзе
- Дудухана Церодзе
- Д. Капанадзе
- Лія Капанадзе
- Тамаз Толорая
- Михайло Козаков — оповідач, озвучка

## Нагороди
Шістнадцятий всесоюзний кінофестиваль у Ленінграді у 1983 році:
- Приз "За екранне втілення літературного твору"